# Lekcje religii w szkole
Lekcje religii w szkole – zajęcia prowadzone w szkole podstawowej, ponadpodstawowej i średniej z wiedzy religijnej. Treść i sposób prowadzenia zajęć oraz stopień ich obowiązkowości zależą od systemu edukacyjnego w danym kraju.

## W Polsce

### II RP
Konstytucja marcowa z 1921 roku nakładała obowiązek prowadzenia lekcji religii w szkołach publicznych. Konkordat z 1925 roku uściślał sposób i wymiar prowadzenia lekcji, gdy chodzi o lekcje prowadzone przez Kościół katolicki.

### Polska Rzeczpospolita Ludowa
W początkowym okresie Polski Ludowej lekcje religii były prowadzone w szkołach mimo wypowiedzenia przez Rzeczpospolitą Polską w 1945 konkordatu. Wynikało to z faktu, że taki obowiązek był zapisany w konstytucji marcowej, którą władze komunistyczne uznawały. Ograniczono nauczanie do 1 godziny tygodniowo (zamiast konkordatowych dwóch) i kierując się zasadą tolerancji oraz naczelną zasadą wolności sumienia zlikwidowano obligatoryjność uczestnictwa w nich. W dniu 15 września 1945 roku Ministerstwo Oświaty wydało okólnik w sprawie nauki religii w szkole. Powołując się na Konstytucję z 1921 roku stwierdzał on, że: Uczniowie, których rodzice (prawni opiekunowie) zadeklarują, iż nie życzą sobie, by dzieci ich pobierały naukę religii, ponieważ nie odpowiada to ich przekonaniom religijnym, są od nauki tego przedmiotu zwolnieni. Uczniom tym nie wystawia się w księdze ocen z religii. Od 1949 władze zaczęły systemowo usuwać religię ze szkół, co usankcjonowano w 1956 roku odpowiednimi przepisami zezwalającymi szkołom na nieprowadzenie lekcji religii (wciąż nie zakazując). W 1961 Sejm uchwalił ustawę o rozwoju systemu oświaty i wychowania, definitywnie usuwającą lekcje religii ze szkół. Od tej pory lekcje religii były prowadzone przez księży i katechetów przy parafiach. W 1972 roku religia wykładana była w około 18 tysiącach parafialnych punktów katechetycznych, rejestrowanych i nadzorowanych do 1981 roku przez państwowe władze oświatowe.

### III RP
Po 1989 roku religię do szkół ponownie wprowadzono na mocy instrukcji Ministra Edukacji Narodowej z 30.08.1990 r.
Obecnie prawo organizacji zajęć katechetycznych w placówkach szkolnych gwarantowane jest przepisem art. 53 ust. 4 Konstytucji:

Art. 53.4. Religia kościoła lub innego związku wyznaniowego o uregulowanej sytuacji prawnej może być przedmiotem nauczania w szkole, przy czym nie może być naruszona wolność sumienia i religii innych osób.

Dodatkowo na mocy art. 12 konkordatu między Stolicą Apostolską i Rzecząpospolitą Polską z 1993 (Dz.U. z 1998 r. nr 51, poz. 318) Państwo polskie zagwarantowało, że:
- „Szkoły publiczne podstawowe i ponadpodstawowe[6] oraz przedszkola, prowadzone przez organy administracji państwowej i samorządowej[7], organizują zgodnie z wolą zainteresowanych naukę religii w ramach planu zajęć szkolnych i przedszkolnych.
- Program nauczania religii katolickiej oraz podręczniki opracowuje władza kościelna i podaje je do wiadomości kompetentnej władzy państwowej.
- W sprawach treści nauczania i wychowania religijnego nauczyciele religii podlegają przepisom i zarządzeniom kościelnym, a w innych sprawach przepisom państwowym”.

Możliwość nauczania religii przewiduje także art. 12 ustawy o systemie oświaty:

Art. 12.1. Publiczne przedszkola i szkoły podstawowe organizują naukę religii na życzenie rodziców, publiczne szkoły ponadpodstawowe na życzenie bądź rodziców, bądź samych uczniów; po osiągnięciu pełnoletności o pobieraniu nauki religii decydują uczniowie.

2. Minister właściwy do spraw oświaty i wychowania w porozumieniu z władzami Kościoła Katolickiego i Polskiego Autokefalicznego Kościoła Prawosławnego oraz innych kościołów i związków wyznaniowych określa, w drodze rozporządzenia, warunki i sposób wykonywania przez szkoły zadań, o których mowa w ust. 1.

Księża i katecheci świeccy oraz zakonni pobierają za prowadzone lekcje regularną pensję, podobnie jak nauczyciele przedmiotów świeckich.
Od 1992 roku oddzielne lekcje religii należy organizować dla co najmniej siedmiorga uczniów w danej klasie. W 2013 roku Komisji Wychowania Katolickiego dopuściła odstąpienie od tego ustalenia (poprzez łączenie klas), jeżeli wszystkie przedmioty odbywają się w klasach łączonych.
Ocena z przedmiotu religia nie wpływa na promocję do następnej klasy lub ukończenie szkoły, ale od 2007 do 2024 r. była wliczana do średniej ocen ucznia. W 2009 roku Trybunał Konstytucyjny orzekł, że wliczanie religii do średniej ocen nie narusza przepisów Konstytucji. Wpisywana jest na świadectwie szkolnym zaraz po ocenie z zachowania. Nie zaznacza się, czy uczeń uczęszczał na religię czy na etykę. O udziale ucznia niepełnoletniego w nadobowiązkowych zajęciach z religii decydują jego rodzice, natomiast uczeń pełnoletni sam podejmuje decyzję w tym zakresie. Uczeń może uczestniczyć w zajęciach z religii, z etyki, z obu tych przedmiotów, może też nie uczęszczać na zajęcia z żadnego z nich. Od roku szkolnego 2014/2015 życzenie uczestnictwa w zajęciach z religii składa się w formie oświadczenia pisemnego. Zmiana rozporządzenia Ministra Edukacji Narodowej z dnia 14 kwietnia 1992 r. w sprawie warunków i sposobu organizowania nauki religii w publicznych przedszkolach i szkołach (Dz.U. z 2020 r. poz. 983) wynikała z wyroku Europejskiego Trybunału Praw Człowieka w Strasburgu dotyczącego dostępu do lekcji etyki.
W 2018 roku ówczesna minister edukacji Anna Zalewska stwierdziła, że znane jej są przypadki powierzania katechetom w szkołach publicznych – wbrew przepisom prawa – obowiązków wychowawców klasy. Oświadczyła, że ministerstwo zrezygnowało z projektu stworzenia podstawy prawnej do pełnienia funkcji wychowawcy klasy przez nauczyciela religii.
W 2018 roku nauka religii w przedszkolach i szkołach kosztowała budżet państwa ok. 1 482 mln zł, a uczyło jej 21,7 tys. osób. Dodatkowo na naukę religii przekazywane są środki pieniężne z budżetów każdego z samorządów (np. gminę Ustrzyki Dolne nauka religii kosztuje 540 tys. zł rocznie, miasto Szczecin w roku szkolnym 2020/2021 musi dopłacić do pensji nauczycieli-katechetów prawie 4,5 mln zł, a miasto Toruń - 8 mln). Według danych opublikowanych przez Instytut Statystyki Kościoła Katolickiego w roku szkolnym 2018/2019 na lekcje religii uczęszczało 88% uczniów, a w roku szkolnym 2019/2020 – 87,6%.  W roku szkolnym 2022/2023 ten odsetek wynosił 80,3 %.
24 marca 2024 minister Barbara Nowacka podpisała rozporządzenie, na mocy którego od roku szkolnego 2024/2025 we wszystkich typach szkół, oceny z religii i etyki nie są wliczane do średniej końcoworocznej uczniów. Natomiast w dniu 17 stycznia 2025 wydała ona kolene rozporządzenie decydujące o tym, że od 1 września tego samego roku wymiar lekcji religii i etyki w szkołach publicznych ulegnie redukcji z dwóch do jednej godziny tygodniowo, finansowanej z budżetu państwa. Ponadto zajęcia te, w tego typu placówkach mają być organizowane na pierwszych lub ostatnich godzinach lekcyjnych danej klasy. Zasada ta nie będzie obowiązywać w oddziałach, w których uczestniczy w nich 100% uczniów.
W szkołach prywatnych i społecznych decyzję o liczbie godzin religii i etyki (jedna lub dwie w tygodniu) pozostawiono organom prowadzącym dane placówki. W części polskich diecezji kościoła katolickiego biskupi zobowiązali szkoły prowadzone przez instytucje i organizacje katolickie do dalszego organizowania dwóch godzin religii tygodniowo. 

## W Anglii
Religia (Religious Education, RE) to obowiązkowy przedmiot w systemie edukacji publicznej. Szkoły mają obowiązek nauczać religii. Program nauczania ustalają zgodnie z lokalnymi i krajowymi wytycznymi.
Podstawą prawną religii w szkole angielskiej jest Education Act z 1944, uzupełniony o Education Reform Act z 1988. Przedmiot polega na poznawaniu różnych religii, przywódców religijnych oraz innych tematów związanych z daną religią i jej moralnością. Plan lekcji musi jednak uwzględniać ważną rolę chrześcijaństwa w życiu religijnym – ta religia jest najszerzej omawiana. Wszyscy rodzice mają prawo wycofać dziecko z RE, a ich decyzja musi być zatwierdzona przez szkołę.